# Индре-Вийдефьорден (национальный парк)
Индре-Вийдефьорден (норв. Indre Wijdefjorden nasjonalpark) — норвежский национальный парк, расположен на территории архипелага Шпицберген, в центрально-северной части острова Западный Шпицберген. Территория парка охватывает южную оконечность Вийдефьорда и прилегающие к нему окрестности, общая площадь парка составляет 1127 км², из которых на водную поверхность приходится 382 км², а 745 км² — на сушу. Учреждён 9 сентября 2005 года.